# 100 mètres haies aux Jeux olympiques d'été de 2020
Pour des articles plus généraux, voir Athlétisme aux Jeux olympiques d'été de 2020 et 100 mètres haies aux Jeux olympiques.
Navigation
Rio 2016 Paris 2024
L'épreuve du 100 mètres haies aux Jeux olympiques de 2020 se déroule les 31 juillet, 1er et 2 août 2021 au Stade olympique national de Tokyo, au Japon.

## Records
Avant cette compétition, les records dans cette discipline étaient les suivants : 
| Record du monde  | Kendra Harrison (USA) | 12 s 20 | Londres | 22 juillet 2016 |
| Record olympique | Sally Pearson (AUS)   | 12 s 35 | Londres | 7 août 2012     |

## Résultats

### Finale
| Rang               | Couloir | Athlète               | Pays       | Temps de réaction | Temps   | Notes |
| ------------------ | ------- | --------------------- | ---------- | ----------------- | ------- | ----- |
| Médaille d'or      | 5       | Jasmine Camacho-Quinn | Porto Rico | 0.149             | 12 s 37 |       |
| Médaille d'argent  | 4       | Kendra Harrison       | États-Unis | 0.158             | 12 s 52 |       |
| Médaille de bronze | 9       | Megan Tapper          | Jamaïque   | 0.166             | 12 s 55 |       |
| 4                  | 6       | Tobi Amusan           | Nigeria    | 0.161             | 12 s 60 |       |
| 5                  | 3       | Nadine Visser         | Pays-Bas   | 0.152             | 12 s 73 |       |
| 6                  | 8       | Devynne Charlton      | Bahamas    | 0.144             | 12 s 74 |       |
| 7                  | 2       | Gabbi Cunningham      | États-Unis | 0.172             | 13 s 01 |       |
| 8                  | 7       | Britany Anderson      | Jamaïque   | 0.164             | 13 s 24 |       |

### Demi-finales
Les 2 premières de chaque série (Q) et les 2 meilleurs temps (q) accèdent à la finale.

#### Demi-finale 1
| Rang | Couloir | Athlète           | Pays       | Temps   | Notes |
| ---- | ------- | ----------------- | ---------- | ------- | ----- |
| 1    | 5       | Tobi Amusan       | Nigeria    | 12 s 62 | Q     |
| 2    | 8       | Devynne Charlton  | Bahamas    | 12 s 66 | Q     |
| 3    | 4       | Andrea Vargas     | Costa Rica | 12 s 69 | SB    |
| 4    | 7       | Christina Clemons | États-Unis | 12 s 76 |       |
| 5    | 2       | Klaudia Siciarz   | Pologne    | 12 s 84 | SB    |
| 6    | 3       | Asuka Terada      | Japon      | 13 s 06 |       |
|      | 9       | Luca Kozak        | Hongrie    |         | DNF   |
|      | 6       | Yanique Thompson  | Jamaïque   |         | DNF   |

#### Demi-finale 2
| Rang | Couloir | Athlète           | Pays            | Temps   | Notes  | Notes |
| ---- | ------- | ----------------- | --------------- | ------- | ------ | ----- |
| 1    | 4       | Britany Anderson  | Jamaïque        | 12 s 40 | Q, PB  |       |
| 2    | 7       | Kendra Harrison   | États-Unis      | 12 s 51 | Q      |       |
| 3    | 6       | Liz Clay          | Australie       | 12 s 71 | PB     |       |
| 4    | 8       | Luminosa Bogliolo | Italie          | 12 s 75 | NR     |       |
| 5    | 9       | Tiffany Porter    | Grande-Bretagne | 12 s 86 |        |       |
| 6    | 5       | Pia Skrzyszowska  | Pologne         | 12 s 89 |        |       |
| 7    | 2       | Mulern Jean       | Haïti           | 13 s 09 | (.088) |       |
| 8    | 3       | Pedrya Seymour    | Bahamas         | 13 s 09 | (0.90) |       |

#### Demi-finale 3
| Rang | Couloir | Athlète               | Pays            | Temps   | Notes     |
| ---- | ------- | --------------------- | --------------- | ------- | --------- |
| 1    | 7       | Jasmine Camacho-Quinn | Porto Rico      | 12 s 26 | Q, OR, NR |
| 2    | 4       | Megan Tapper          | Jamaïque        | 12 s 62 | Q         |
| 3    | 6       | Nadine Visser         | Pays-Bas        | 12 s 63 | q, SB     |
| 4    | 8       | Gabriele Cunningham   | États-Unis      | 12 s 67 | q         |
| 5    | 9       | Elvira Herman         | Biélorussie     | 12 s 71 |           |
| 6    | 2       | Ebony Morrison        | Liberia         | 12 s 74 | NR        |
| 7    | 3       | Cindy Sember          | Grande-Bretagne | 12 s 76 |           |
| 8    | 5       | Anne Zagre            | Belgique        | 12 s 78 | SB        |

### Séries
Les 4 premières de chaque série (Q) et les 4 meilleurs temps (q) se qualifient pour les demi-finales.

#### Série 1
| Rang | Couloir | Athlète          | Pays            | Temps | Notes |
| ---- | ------- | ---------------- | --------------- | ----- | ----- |
| 1    | 6       | Andrea Vargas    | Costa Rica      | 12.71 | Q, SB |
| 2    | 9       | Nadine Visser    | Pays-Bas        | 12.72 | Q, SB |
| 3    | 8       | Gabbi Cunningham | États-Unis      | 12.83 | Q     |
| 4    | 5       | Cindy Sember     | Grande-Bretagne | 13.00 | Q     |
| 5    | 3       | Jiamin Chen      | Chine           | 13.09 |       |
| 6    | 4       | Reetta Hurske    | Finlande        | 13.10 |       |
| 7    | 2       | Ayako Kimura     | Japon           | 13.25 |       |
| 8    | 7       | Ricarda Lobe     | Allemagne       | 13.43 |       |

#### Série 2
| Rang | Couloir | Athlète           | Pays        | Temps | Notes |
| ---- | ------- | ----------------- | ----------- | ----- | ----- |
| 1    | 6       | Kendra Harrison   | États-Unis  | 12.74 | Q     |
| 2    | 3       | Liz Clay          | Australie   | 12.87 | Q     |
| 3    | 2       | Luminosa Bogliolo | Italie      | 12.93 | Q     |
| 4    | 4       | Elvira Herman     | Biélorussie | 12.95 | Q     |
| 5    | 7       | Mulern Jean       | Haïti       | 12.99 | q, SB |
| 6    | 9       | Ebony Morrison    | Liberia     | 13.00 | q     |
| 7    | 8       | Sarah Lavin       | Irlande     | 13.16 |       |
| 8    | 5       | Laura Valette     | France      | 14.52 |       |

#### Série 3
| Rang | Couloir | Athlète            | Pays         | Temps | Notes |
| ---- | ------- | ------------------ | ------------ | ----- | ----- |
| 1    | 4       | Tobi Amusan        | Nigeria      | 12.72 | Q     |
| 2    | 8       | Yanique Thompson   | Jamaïque     | 12.74 | Q     |
| 3    | 6       | Pia Skrzyszowska   | Pologne      | 12.75 | Q, PB |
| 4    | 9       | Devynne Charlton   | Bahamas      | 12.84 | Q     |
| 5    | 7       | Annimari Korte     | Finlande     | 13.06 |       |
| 6    | 3       | Marthe Koala       | Burkina Faso | 13.11 |       |
| 7    | 2       | Masumi Aoki        | Japon        | 13.59 |       |
| —    | 5       | Elisavet Pesiridou | Grèce        | —     | DNF   |

#### Série 4
| Rang | Couloir | Athlète                | Pays       | Temps | Notes |
| ---- | ------- | ---------------------- | ---------- | ----- | ----- |
| 1    | 9       | Britany Anderson       | Jamaïque   | 12.67 | Q     |
| 2    | 3       | Christina Clemons      | États-Unis | 12.91 | Q     |
| 3    | 4       | Luca Kozak             | Hongrie    | 12.97 | Q     |
| 4    | 7       | Pedrya Seymour         | Bahamas    | 13.04 | Q     |
| 5    | 5       | Elisa Maria di Lazzaro | Italie     | 13.08 |       |
| 6    | 2       | Teresa Errandonea      | Espagne    | 13.15 |       |
| 7    | 8       | Ketiley Batista        | Brésil     | 13.40 |       |
| —    | 6       | Cyrena Samba-Mayela    | France     | —     | DNS   |

#### Série 5
| Rang | Couloir | Athlète                  | Pays            | Temps | Notes |
| ---- | ------- | ------------------------ | --------------- | ----- | ----- |
| 1    | 2       | Jasmine Camacho-Quinn    | Porto Rico      | 12.41 | Q     |
| 2    | 5       | Megan Tapper             | Jamaïque        | 12.53 | Q, PB |
| 3    | 8       | Anne Zagre               | Belgique        | 12.83 | Q, SB |
| 4    | 6       | Tiffany Porter           | Grande-Bretagne | 12.85 | Q     |
| 5    | 4       | Asuka Terada             | Japon           | 12.95 | q     |
| 6    | 3       | Klaudia Siciarz          | Pologne         | 12.98 | q     |
| 7    | 9       | Zoe Sedney               | Pays-Bas        | 13.03 |       |
| 8    | 7       | Ditaji Kambundji         | Suisse          | 13.17 |       |
| 9    | 1       | Ana Camila Pirelli Cubas | Paraguay        | 13.98 | SB    |

## Légende
Records et Performances
- AR : Record continental (area record)
- CR : Record des championnats (championship record)
- MR : Record du meeting (meet record)
- NR : Record national (national record)
- OR : Record olympique (olympic record)
- PR : Record paralympique (paralympic record)
- PB : Record personnel (personal best)
- SB : Meilleure performance personnelle de la saison (season's best)
- WL : Meilleure performance mondiale de l'année (world leader)
- WJR : Record du monde junior (world junior record)
- WR : Record du monde (world record)

Circonstances et Conditions
- DNF : N'a pas terminé (did not finish)
- DNS : N'a pas pris le départ (did not start)
- DQ : Disqualification (disqualification)
- NM : Aucun essai valable enregistré (No Mark)
- Q : Qualifié « directement » au prochain tour (ou à la prochaine compétition), lors d'une compétition majeure, grâce au classement ou à la réalisation des minima (automatic qualifier)
- q : Qualifié au prochain tour (ou à la prochaine compétition), lors d'une compétition majeure, grâce au repêchage ou à la réalisation de l'une des meilleures performances parmi celles des « non qualifiés directement » (grâce au meilleur temps ou à la meilleure distance par exemple) (secondary qualifier)